# Myonte
Myonte (ou Myus ou Myous ou Myos ou Myes, en grec ancien Μυοῦς / Muoũs) est une cité grecque d'Asie mineure, membre de la Confédération ionienne. 
Le site de Myonte est près du village actuel d’Avsar, sur les bords du lac Bafa, à 16 km de Milet. 

## Histoire
Selon la légende, elle est fondée par Cyarétos, fils du roi athénien Codros, qui chasse les Cariens occupant la région. Elle est située à l'embouchure du Méandre. S'il faut en croire Diodore de Sicile, ses eaux sont particulièrement poissonneuses.
Avec les autres cités de l'alliance, elle se révolte contre la domination des Perses sous la conduite d'Aristagoras et de la cité de Milet lors de la révolte de l'Ionie. Quand Thémistocle est frappé d'ostracisme, Artaxerxès Ier lui confie le gouvernement de Myonte en même temps que celui de Lampsaque et Magnésie du Méandre.
Elle est évacuée par ses habitants quand le Méandre bouche l'entrée d'une anse située sur le territoire de la cité, la transformant en lac insalubre ; les citoyens de Myonte rejoignent alors Milet, emportant avec eux leurs divinités. Selon d'autres auteurs, Myonte est complètement submergée par la mer. Lors de sa visite, au IIe siècle apr. J.-C., Pausanias n'y trouve plus qu'un temple à Dionysos.